# Leningrad Cowboys Go America
Leningrad Cowboys Go America è un film del 1989 diretto da Aki Kaurismäki.
Protagonisti del film sono i Leningrad Cowboys, celebre gruppo musicale rock finlandese.

## Trama
La tundra russa sta stretta ai Leningrad Cowboys, guidati dall'ambizioso manager Vladimir. Il loro rock, un po' troppo influenzato dai canti popolari russi, è stroncato da un impresario locale. Non bastasse, il bassista provando la sera all'aperto rimane congelato. Forti del loro look caratteristico, con scarpe e ciuffi a punta, i Leningrad Cowboys tentano la fortuna negli USA portandosi dietro una bara contenente il corpo congelato del bassista, che Vladimir userà anche per tenere al fresco le lattine di birra. Nel disperato tentativo di farsi accettare, li segue Igor, un componente dalla band scacciato e deriso a causa di una calvizie che impedisce di adeguare il proprio ciuffo ai parametri del gruppo.
Brutalmente messi alla porta fuori dal CBGB da un agente di New York, i Leningrad Cowboys tentano di aggiornare il loro repertorio assimilando gli stili della musica americana: dal rock al country, dal jazz al rhythm and blues. Diretti in Messico per suonare ad un matrimonio, iniziano un interminabile viaggio attraverso gli Stati Uniti, su una grande e scalcagnata automobile, durante il quale, sempre seguiti a distanza da Igor, fanno tappa in squallidi locali. Quando il gruppo scopre che Vladimir li sta sfruttando, tenendoli a stecca ma riservando per sé cibo e birra in abbondanza, tenta un ammutinamento, subito represso. Una volta giunti in Messico arriva il successo: i Leningrad Cowboys incontrano i gusti del pubblico, arrivando in cima alle classifiche. E il tepore del luogo scongela il bassista.

## Kaurismaki e i Leningrad Cowboys
Dopo Leningrad Cowboys Go America il regista finlandese girerà con i Leningrad Cowboys tre video musicali e due lungometraggi:
- LA Woman (video musicale - 1990)
- Those Were Days (video musicale - 1990)
- These Boots (video musicale - 1991)
- Leningrad Cowboys Meet Moses (sequel del primo film, durante il quale il gruppo torna in patria - 1993)
- Total Balalaika Show (concerto con l'orchestra dell'Armata Rossa - 1994).